# As-Sahl (Ar-Rakka)
As-Sahl – miejscowość w Syrii, w muhafazie Ar-Rakka, w dystrykcie Ar-Rakka. W 2004 roku liczyła 2772 mieszkańców.